# Mega Man
Mega Man, conocido en Japón como Rockman (ロックマン Rokkuman?), es una franquicia de videojuegos creada por Capcom, que tiene como protagonista a Mega Man o a sus contrapartes. Es uno de los personajes más reconocidos de los videojuegos, creado por Akira Kitamura en 1987 para el Nintendo Entertainment System. Aunque originalmente se propusieron los nombres de Mighty Kid, Knuckle Kid, y Rainbow Battle Kid por su capacidad de cambiar de color al momento de absorber los poderes de sus enemigos, Capcom finalmente se decidió por "Rockman" como el apodo japonés de Mega Man. Hasta marzo de 2025 la franquicia ha vendido 43 000 000 copias.

## Cronología

### Línea del tiempo principal
- Mega Man Original, primera subserie, ocurre en el año 20XX. Los enfrentamientos son entre Mega Man, creado por Dr. Light y los robot masters, que han sido alterados o construidos por el Dr. Wily. En la décima entrega se ha dispersado la roboenza, un virus que causa que ciertos robots se vuelvan agresivos.
- Mega Man X, segunda subserie, ocurre en el año 21XX (Empezó en 2114, según el arranque del primer videojuego, con el acceso del Dr. Cain). En esta subserie, los robots, llamados Reploids, han sido diseñados bajo los esquemas de X, el último robot diseñado por el Dr. Light. Los Reploids que se vuelven violentos, ya sea por el efecto del Virus Sigma/Zero o por decisión propia son llamados Mavericks. La sociedad organiza a ciertos Reploids en un grupo que da caza a estos Mavericks, los Maverick Hunters, para ponerle fin a sus ataques. Los Mavericks son liderados por Sigma, quien con el paso del tiempo revela ciertos detalles de Zero y el origen del Virus que transforma a Reploids en Mavericks.
- Mega Man Zero, tercera subserie, ocurre 103 años después de los eventos de Mega Man X. Debido a que X original ya no está, Zero, reactivado por Ciel, debe detener el cruel ostigamiento de Copy X, quien lidera Neo Arcadia en una brutal caza sobre supuestos rebeldes, mientras que desde las sombras, el Dr Weil trae consigo la guerra del pasado para finalmente conseguir su objetivo.
- Mega Man ZX/ZX Advent, cuarta subserie, ocurre aproximadamente 205 años después de los eventos de Zero. Debido a la muerte de Zero, Ciel creó 6 biometals, basados en X, Zero y los 4 Guardianes, mientras que Albert crea el biometal A y a Grey. Además, Ashe es descendiente de Albert. Aile y Vent se enfrenta a los portadores del biometal W mientras que Grey y Ashe se enfrenta a Albert.
- Mega Man Legends, quinta subserie, ocurre en un futuro incierto mucho después de los eventos anteriores.

### Línea derivada
La línea derivada no está basada en robótica, sino en conexión a internet y en ondas. Solo hubo dos subseries:
- Mega Man Battle Network, ocurre en el año 200X. Lan Hikari es el protagonista en esta entrega que, al obtener el primer PET, estaba instalado con el netnavi Mega Man. Ambos se enfrentan a virus y netnavis enemigos, la mayoría creados por el doctor Wily, posteriormente a Regal y finalmente a los 2 Cybeasts. Esta línea derivada contó con una serie de televisión de 209 episodios llamada Mega Man NT Warrior (también llamada Mega Man EXE, derivado de su nombre en japonés, RockMan EXE)
- Mega Man Star Force, ocurre en el año 22XX. Geo Stellar estaba aburrido, hasta que un alien FM llamado Omega-xis aterrizara en su casa. Ambos se fusionan en Mega Man (en Japón es Shooting Star Rockman), entrando al mundo EM y enfrentando a varios virus. En la primera entrega, se enfrenta al rey FM, en la segunda entrega intenta descubrir los secretos de Mu y en la tercera entrega, debe evitar que el asteroide hecho de ruido se estrelle a la Tierra.

- Datos: Q7565689
- Multimedia: Mega Man / Q7565689